# Stomatosema
Stomatosema is een muggengeslacht uit de familie van de galmuggen (Cecidomyiidae).

## Soorten
- S. brevicorne (Mamaev, 1967)
- S. kamali (Grover, 1961)
- S. nemorum Kieffer, 1904
- S. obscura (Mamaev, 1967)
- S. obscurum (Mamaev, 1967)
- S. robusta (Felt, 1920)
- S. spinellosum Mamaev & Zaitzev, 1998